# Altajrepubliken

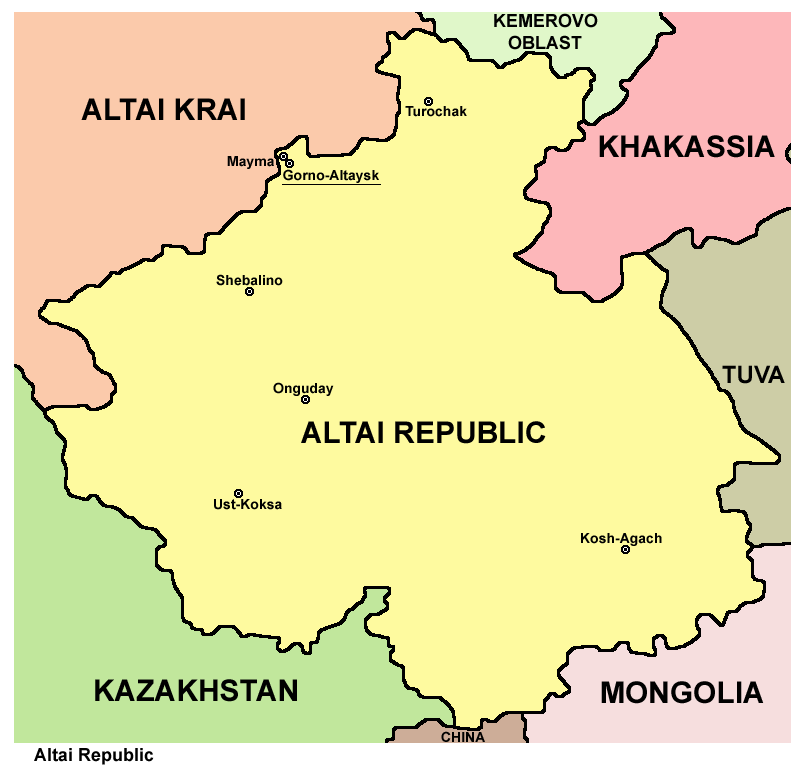
Karta över Altajrepubliken.

Altajrepubliken (altaiska: Алтай Республика, Altaj Respublika; ryska: Респу́блика Алта́й, Respublika Altaj) är en delrepublik i södra Sibirien i östra Ryssland, vid bergskedjan Altaj. Folkmängden uppgår till strax över 200 000 invånare. Den gränsar i norr mot oblastet Kemerov och mot Chakassien, i öst mot Tuva och i väst mot Altaj kraj. Den sydliga gränsen utgör rysk gräns mot Mongoliet, Kina och Kazakstan. Huvudort och den enda staden i delrepubliken är Gorno-Altajsk. Officiella språk är ryska och altaiska. Bland etniska grupper märks ryssar (60%), altajer (30%), kazaker (5%), ukrainare och tyskar. Viktigare religioner är islam, kristendom och schamanism.

## Administrativ indelning
Delrepubliken är indelad i en stad och tio kommunala rajoner:

### Stad
- Gorno-Altajsk

### Kommunala rajoner
- Kosj-Agatjskij rajon
- Majminskij rajon
- Ongudajskij rajon
- Sjebalinskij rajon
- Tjemalskij rajon
- Tjojskij rajon
- Turotjakskij rajon
- Ulaganskij rajon
- Ust-Kanskij rajon
- Ust-Koksinskij rajon

## Städer och orter
De folkrikaste städerna och orterna i Adygeiska republiken är (med folkmängd 14 oktober 2010):
1. Gorno-Altajsk (59 720) (1 januari 2012)[1]
2. Majma (16 174)
3. Kosj-Agatj (7 900)
4. Ongudaj (5 655)
5. Turotjak (5 582)
6. Sjebalino (4 924)
7. Ust-Koksa (4 373)
8. Ust-Kan (4 123)
9. Kyzyl-Oziek (4 052)
10. Tjemal (3 602)